# Bresaola

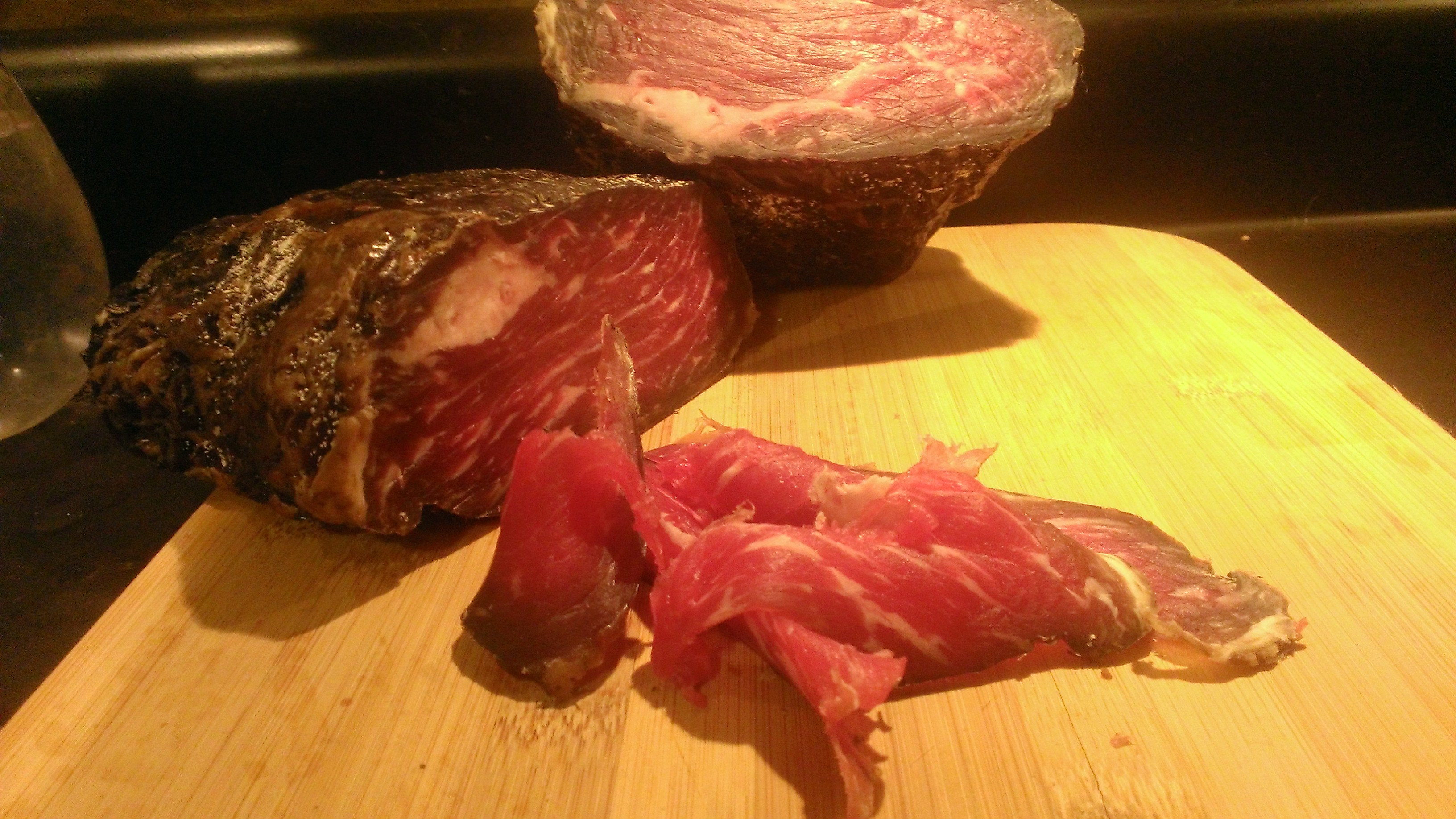
Hemlagad bresaola.

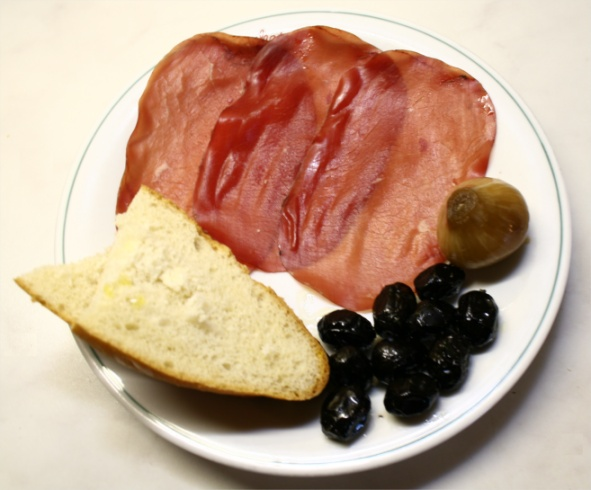
Bresaola serverad med bröd, svarta oliver, och inlagd syltlök.

Bresaola är charkuterivara tillverkad av lufttorkat nötlår som kryddats med salt och peppar. Numera torkas köttet i kontrollerad miljö, men ursprungligen lufttorkades det i grottor. Köttet lufttorkas i 2–3 månader tills det får en mörk och intensiv färg, blir hårt och får en mild doft. Bresaolan kommer ursprungligen från de alpina regionerna i Italien, och produceras i stor mängd i staden Chiavenna i Valtellina där den har producerats i flera hundra år.

## Servering
Saft av citron eller lime, samt olivolja och andra kryddor kan med fördel användas vid servering. Även en lätt lagrad Parmigiano-Reggiano – i Sverige ofta kallad för dess franska namn, Parmesan – är att rekommendera som tillbehör. I det italienska köket serveras ofta bresaola som en antipasto.